# Onciale 053
L'Onciale 053 (numerazione Gregory-Aland), è un codice manoscritto onciale del Nuovo Testamento, in lingua greca, datato paleograficamente al IX secolo.

## Testo
Il codice è composto da 14 spessi fogli di pergamena di 275 per 230 cm, contenenti un testo dei Vangelo secondo Luca (1,1-2,40) con un commento. Scritta in tre colonne per pagina e 42 linee per colonna, contiene numerose lacune.

### Critica testuale
Il testo del codice è rappresentativo del tipo testuale bizantino. Kurt Aland lo ha collocato nella Categoria V.

## Storia
Il codice è conservato alla Bayerische Staatsbibliothek (Gr. 208, fol. 235-248) a Monaco di Baviera.